# Shefki Sejdiu
Shefki Hamit Sejdiu (ur. 8 sierpnia 1936 w Pakashticë) – jugosłowiański i kosowski filolog, deputowany do Zgromadzenia Kosowa z ramienia Demokratycznej Partii Kosowa, doktor nauk filologicznych i emerytowany profesor. Autor pięciu monografii naukowych.

## Życiorys
W latach 1961–1972 pracował jako nauczyciel języka francuskiego w szkołach w Podujevie i Prisztinie, następnie w latach 1972-2002 wykładał języki francuski, starofrancuski i łaciński na Wydziale Filologicznym Uniwersytetu w Prisztinie. Wykładał również na uniwersytetach w Sofii, Wielkim Tyrnowie, Zagrzebiu i Elbasanie jako profesor wizytujący.
Pracował jako naukowiec na Uniwersytecie w Grenoble, w Paryżu (1971-1972 i 1974-1975), Lizbonie (1978-1979), Sofii i Bukareszcie.
W wyborach parlamentarnych z 2001 roku uzyskał mandat do Zgromadzenia Kosowa z ramienia Demokratycznej Partii Kosowa.
Poza językiem albańskim deklaruje znajomość języka francuskiego, starofrancuskiego, łacińskiego, serbskiego, macedońskiego, rumuńskiego, włoskiego, hiszpańskiego, portugalskiego, rosyjskiego, bułgarskiego, polskiego, słoweńskiego i angielskiego. Jest wdowcem.